# Гражданство Содружества
Гражданство Содружество наций — дополнительный к национальному гражданству статус граждан стран, входящих в Содружество наций, который предоставляет ряд дополнительных прав в некоторых других государствах-членах.

## Основные положения
Содружество наций — это добровольное межгосударственное объединение суверенных государств, в которое входят Великобритания и почти все её бывшие доминионы, колонии и протектораты, а также такие государства как Мозамбик, Руанда, Намибия и Камерун.
В целом гражданин Содружества является лицом, имеющим этот статус в соответствии с британским законодательством о гражданстве, и может пользоваться некоторыми привилегиями в Соединенном Королевстве и реже в других странах Содружества. Каждая страна сама определяет, какие особые права, если таковые имеются, предоставляются негражданам, являющимся гражданами Содружества. Этот термин в значительной степени ограничивается британским законодательством о гражданстве и не используется во многих других странах Содружества, таких как Австралия.
В британском законодательстве о гражданстве гражданин Содружества является гражданином Великобритании, гражданином британских заморских территорий, британским субъектом, британским гражданином (за границей) или гражданином страны, включенной в список 3 Закона о гражданстве Великобритании 1981 года. Согласно закону, лица под протекцией Великобритании не являются гражданами Содружества.

## Права в Великобритании
В Великобритании граждане Содружества и Ирландии пользуются теми же гражданскими правами, что и граждане Великобритании, а именно:
- Правом голосовать на выборах всех уровней (например, парламентские, местные, референдумы и европейские) при условии регистрации в списке избирателей и наличия или на момент заявки действительного вида на жительство в Великобритании или освобождения от необходимости его иметь)[1].
- Правом баллотироваться на выборах в британскую палату общин, если они имеют бессрочный вид на жительство в Великобритании или освобождены от необходимости его иметь в соответствии с Законом об иммиграции 1971 года.
- Правом занимать государственные должности (например, судьи, магистрата, министра, в полиции, вооруженных силах и т. д.).

## Список стран поддерживающих гражданство Содружества
Страны, граждане которых являются гражданами Содружества в соответствии с Приложением 3 к Закону о британском гражданстве 1981 года (список может не соответствовать текущему составу Содружества наций):
- Антигуа и Барбуда
- Австралия
- Багамские Острова
- Бангладеш
- Барбадос
- Белиз
- Ботсвана
- Бруней (с 1 января 1984[3])
- Камерун (с 25 января 1999)
- Канада
- Кипр
- Доминика
- Фиджи
- Гана
- Гренада
- Гайана
- Индия
- Ямайка
- Кения
- Кирибати
- Лесото
- Малави
- Малайзия
- Мальдивы
- Мальта
- Маврикий
- Мозамбик (с 25 января 1999)
- Намибия (с 25 августа 1990)
- Науру
- Новая Зеландия
- Нигерия
- Пакистан (с 1 октября 1989[4])
- Папуа — Новая Гвинея
- Руанда (с 10 марта 2010)
- Сент-Китс и Невис (с 19 сентября 1983)
- Сент-Люсия
- Сент-Винсент и Гренадины
- Самоа
- Сейшельские Острова
- Сьерра-Леоне
- Сингапур
- Соломоновы Острова
- ЮАР (с 26 июля 1994)
- Шри-Ланка
- Свазиленд
- Танзания
- Тонга
- Тринидад и Тобаго
- Тувалу
- Уганда
- Вануату
- Замбия
- Зимбабве